# Стандардни бројеви
Стандардни бројеви представљају избор бројева који се користе за мерне величине у машинству. Применом стандардних бројева се при типизацији машина и уређаја ограничава број могућих извођења у погледу величине, снаге, обртног момента, бројева обртаја, протока, итд. На тај начин ограничава се и број могућих алата за производњу саставних делова, што доводи до рационалније производње. 